# Pseudodynerus
Pseudodynerus (лат.) — род одиночных ос из семейства Vespidae. Около 15 видов. Неарктика и Неотропика, встречаются от США на севере ареала до Аргентины на его юге. Небольшие осы, длина 10—15 мм.
Род был выделен в 1855 году швейцарским энтомологом Анри де Соссюром в качестве отдела в составе подрода Ancistrocerus Wesmael рода Odynerus и только с 1941 года (Bequaert, 1941) таксон получил родовой статус.
Биология малоизучена, известно что вид Pseudodynerus quadrisectus гнездится в древесине (Krombein, 1979), а вид Pseudodynerus auratoides посещает цветы Eryngium horridum Malme (Apiaceae), Sida rhombifolia L. (Malvaceae), Verbena bonariensis L. (Verbenaceae), Trema micrantha (L.) Blume (Ulmaceae), и Hyptis lappulacea Mart. ex Benth. (Lamiaceae).

## Системматика
Около 15 видов. Род рассматривается монофилетическим и родственным к группе родов Parazumia de Saussure, Monobia de Saussure и Montezumia de Saussure.
- Pseudodynerus auratoides (Bertoni, 1918)
- Pseudodynerus carpenteri Hermes & Melo, 2008 — Фр. Гвиана, Суринам
- Pseudodynerus crypticus Hermes & Melo, 2008 — Коста-Рика
- Pseudodynerus griseolus (Brèthes)
- Pseudodynerus griseus  (Fox, 1902)
- Pseudodynerus hallinani  Bequaert
- Pseudodynerus luctuosus  (de Saussure) typus
- Pseudodynerus maxillaris  (de Saussure)
- Pseudodynerus migonei  (Bertoni)
- Pseudodynerus obesus  Hermes & Melo, 2008 — Бразилия
- Pseudodynerus penicillatus  (Zavattari, 1912)
- Pseudodynerus quadrisectus (Say, 1837)
- Pseudodynerus serratus  (Fox, 1902)
- Pseudodynerus singularis  Hermes & Melo, 2008 — Бразилия
- Pseudodynerus subapicalis  (Fox)